# Katharine Berkoff
Pour les articles homonymes, voir Berkoff.
Katharine France Berkoff est une nageuse américaine née le 28 janvier 2001.

## Carrière
Katharine Berkoff remporte à l'Universiade d'été de 2019 à Naples la médaille d'or sur 100 mètres dos et sur le relais 4 × 100 mètres 4 nages. 
Aux championnats du monde en petit bassin 2021 à Abou Dabi, elle est médaillée d'or sur 4 × 100 mètres nage libre et sur 4 × 50 mètres nage libre, médaillée d'argent sur 4 × 200 mètres nage libre, 4 × 50 mètres 4 nages et 4 × 50 mètres 4 nages mixte ainsi que médaillée de bronze sur 100 mètres dos.
Elle obtient la médaille d'argent sur 50 mètres dos aux championnats du monde 2022 à Budapest.
En 2023, à l'occasion des championnats du monde à Fukuoka elle remporte la médaille de bronze du 100 m dos. Elle obtient également deux autres médailles avec les relais américains : le titre sur 4 × 100 m quatre nages féminin (participation uniquement aux séries qualificatives) et le bronze sur 4 × 100 m quatre nages mixte (idem).

## Famille
Katharine Berkoff est la fille du nageur David Berkoff quadruple médaillé olympique et ancien détenteur du record du monde du 100 m dos.

## Palmarès

### Championnats du monde

#### Grand bassin
- Championnats du monde 2022 à Budapest  Hongrie :
  -  Médaille d'argent du 50 m dos.

- Championnats du monde 2023 à Fukuoka  Japon :
  -  Médaille d'or du relais 4 × 100 m quatre nages (participe seulement aux séries).
  -  Médaille de bronze du 100 m dos.
  -  Médaille de bronze du relais 4 × 100 m quatre nages mixte (participe seulement aux séries).

- Championnats du monde 2025 à Singapour :
  -  Médaille d'or du 50 m dos.
  -  Médaille d'or du relais 4 × 100 m quatre nages (participe seulement aux séries).
  -  Médaille de bronze du 100 m dos.

#### Petit bassin
- Championnats du monde 2021 à Abou Dabi  Émirats arabes unis
  -  Médaille d'or du relais 4 × 50 m nage libre.
  -  Médaille d'or du relais 4 × 100 m nage libre.
  -  Médaille d'argent du relais 4 × 200 m nage libre.
  -  Médaille d'argent du relais 4 × 50 m quatre nages.
  -  Médaille d'argent du relais 4 × 50 m quatre nages mixte.
  -  Médaille de bronze du 100 m dos.